# صموئيل دبليو. رينولدز
صموئيل دبليو. رينولدز (بالإنجليزية: Samuel W. Reynolds)‏ هو سياسي أمريكي، ولد في 11 أغسطس 1890 في أوماها في الولايات المتحدة، وتوفي بنفس المكان في 20 مارس 1988. حزبياً، نشط في الحزب الجمهوري. وقد انتخب عضو مجلس الشيوخ الأمريكي.